# كرستيانه نوسلاين فولهارد
كرستيانه نوسلاين-فولهارد (بالألمانية: Christiane Nüsslein-Volhard)‏ (بالألمانية: Christiane Nüsslein-Volhard) ـ (ولدت في ماغديبورغ في 20 أكتوبر 1942) هي عالمة أحياء ألمانية، تقاسمت جائزة نوبل في الطب لسنة 1995 مع الأمريكيين إريك فيشاوس وإدوارد لويس، لأبحاثهم حول التحكم الجيني في التكون الجنيني.
تعمل نوسلاين فولهارد منذ سنة 1985 مديرة لمعهد ماكس بلانك لعلم الأحياء النمائي في توبنغن، كما ترأس قسم علم الوراثة بالمعهد ذاته، وهي ـ منذ سنة 2001 ـ عضو في المجلس الوطني الألماني للأخلاقيات الطبية (بالألمانية: Nationaler Ethikrat) الذي يعنى بالتقييم الأخلاقي للتطورات التي تطرأ على علوم الحياة وآثارها على الفرد والمجتمع.

## أبحاثها
استحقت نوسلاين-فولهارد وفيشاوس جائزة نوبل لأبحاثهما التي هدفت إلى تحديد الجينات المسؤولة عن تطور أجنة ذبابة لدروسوفيلا ميلانوغاستر (ذبابة الفاكهة) في أواخر السبعينيات وبدايات الثمانينيات، وهو وقت كانت هناك معلومات محدودة عن الآليات الوراثية والجزيئية التي تتطور بها الكائنات عديدة الخلايا من خلية واحدة إلى أشكال معقدة مورفولوجياً أثناء تكونها الجنيني.
كما يرتبط اسم نوسلاين-فولهارد باكتشاف الجينات الناقوسية (بالإنجليزية: Toll)‏، الذي أدى إلى اكتشاف المستقبلات الشبيهة بالناقوس.

## الجوائز والتكريمات

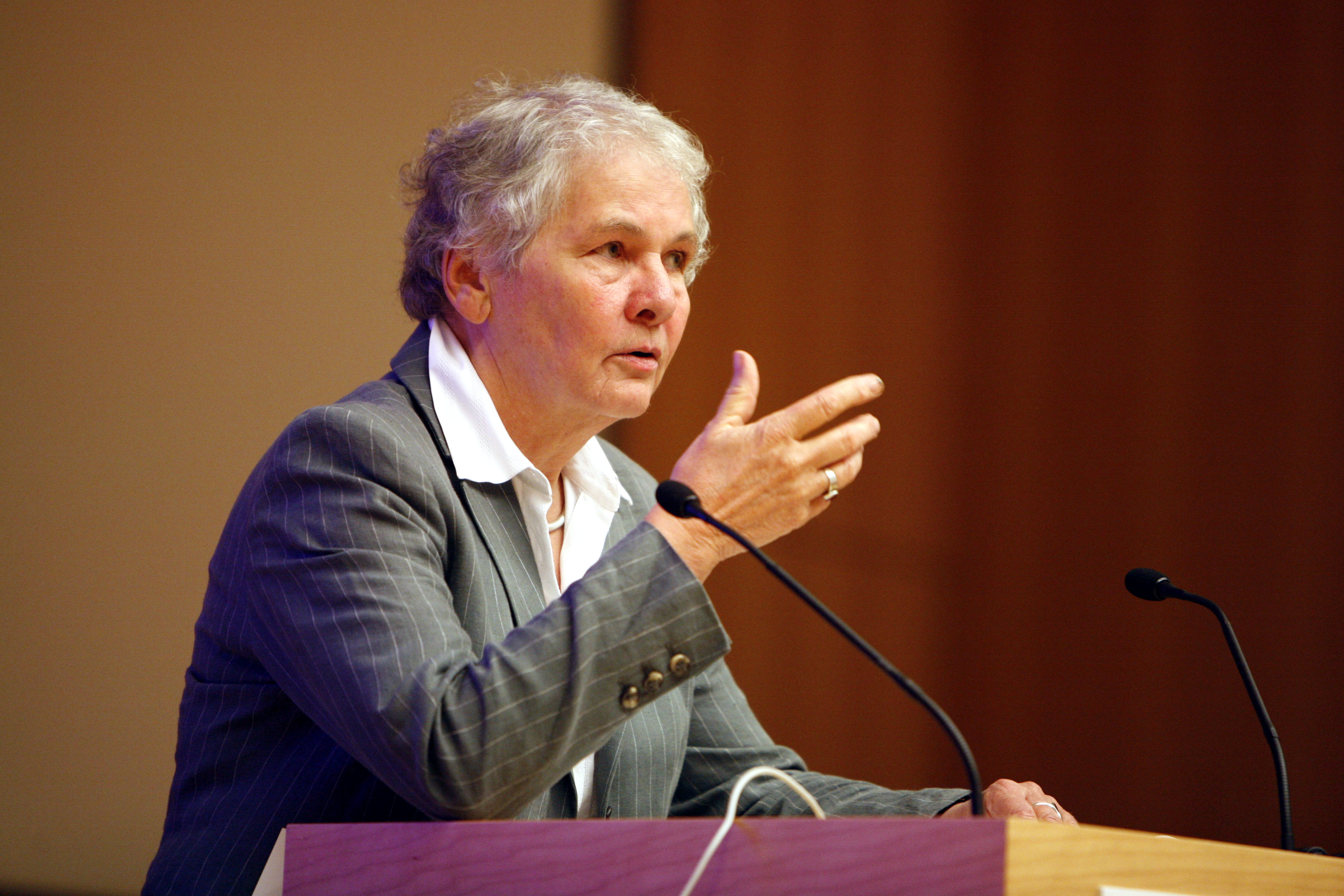
كرستيانه نوسلاين فولهارد

إلى جانب جائزة نوبل في الطب سنة 1995، حصلت نوسلاين فولهارد أيضاً على:
- جائزة غوتفريد فيلهلم لايبينتز من مؤسسة الأبحاث الألمانية (بالألمانية: Deutsche Forschungsgemeinschaft) ـ (1986)، وهي أعلى تكريم يمنح للباحثين في ألمانيا.
- جائزة ألبرت لاسكر للأبحاث الطبية الأساسية (1991)
- الدكتوراه الفخرية في العلوم من جامعة أكسفورد (يونيو 2005)

## من مؤلفاتها
كتبت نوسلاين فولهارد كتاباً مبسطاً للقارئ العادي عن الجينات عنوانه «الوصول إلى الحياة: كيف تقود الجينات التطور»، نشر سنة 2006.

## العمل التطوعي
في سنة 1994 أسست نوسلاين فولهارد «مؤسسة كرستيان نوسلاين فولهارد» (بالألمانية: Christiane Nüsslein-Volhard Stiftung) لمساعدة الباحثات الألمانيات الواعدات اللائي يعلن أطفالاً، وتعنى المؤسسة في المقام الأول بتسهيل تربية الطفل لتتفرغ الأم الشابة للبحث العلمي.

## وصلات داخلية
- قائمة السيدات الحاصلات على جائزة نوبل

## روابط خارجية
- كرستيانه نوسلاين فولهارد على موقع الموسوعة البريطانية (الإنجليزية)
- كرستيانه نوسلاين فولهارد على موقع مونزينجر (الألمانية)
- كرستيانه نوسلاين فولهارد على موقع إن إن دي بي (الإنجليزية)